# Term Asset-Backed Securities Loan Facility
Term Asset-Backed Securities Loan Facility (afgekort TALF) was een stimuleringsprogramma dat de Amerikaanse regering in het leven heeft geroepen in het kader van het bestrijden van de kredietcrisis. Het plan werd aangekondigd op 25 november 2008. Het doel ervan was het bevorderen van het verstrekken van consumentair krediet in de Verenigde Staten (met name in de vorm van leningen voor de financiering van auto's en creditcards) en van studentenleningen.

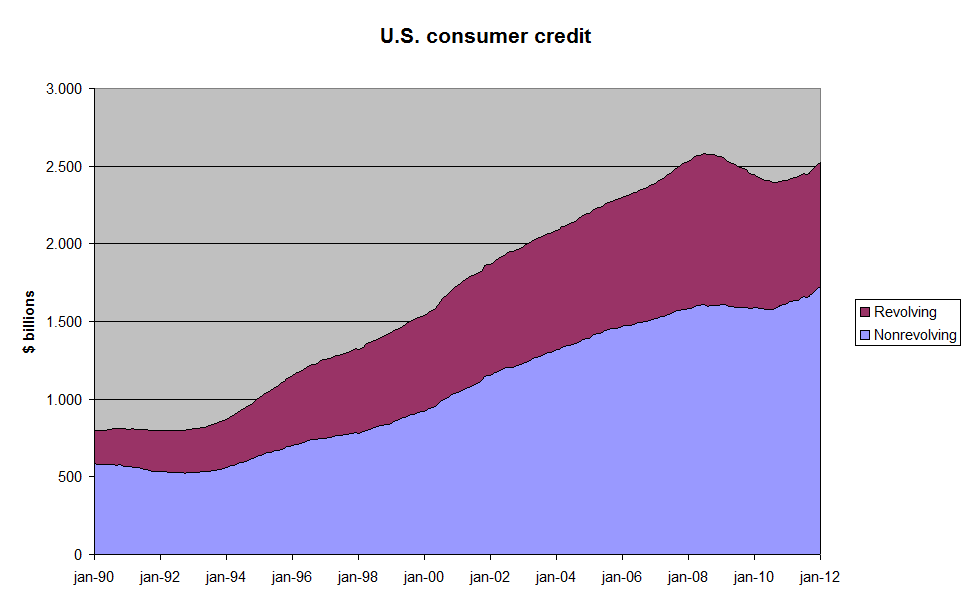
Ontwikkeling van het uitstaande bedrag aan consumentenkrediet in de VS, in miljarden dollars

De verstrekking van dergelijke leningen was in de herfst van 2008 (vrijwel geheel) tot stilstand gekomen na de instorting van de markt voor asset-backed securities: het verschijnsel waarbij pakketten leningen gebundeld werden en als onderpand werden gebruikt voor op de kapitaalmarkt geplaatste leningen. Het "opdrogen" van de financieringsbron van de onderliggende leningen, gevoegd bij de sterk teruggelopen financiën van het Amerikaanse bankwezen, leidde ertoe dat deze vormen van consumentenkrediet dreigden terug te lopen. Dit zou een (mogelijk sterk) remmend effect op de Amerikaanse conjunctuur hebben: de consumentenbestedingen vormden ruim meer dan de helft van het Amerikaanse GDP. De omvang van het Amerikaans consumentenkrediet was sedert 1994 nagenoeg ononderbroken gestegen, doch was vanaf de herfst van 2008 duidelijk afgevlakt.
Het programma wees de Federal Reserve Bank of New York, een van de leden van het Amerikaanse stelsel van centrale banken, aan als uitvoerder. De NY Fed zou, via een daarvoor speciaal opgerichte vennootschap (special purpose vehicle) leningen verschaffen aan houders van recent (zie hieronder) geëmitteerde ABS'en die de hier bedoelde leningen als onderpand hadden, mits deze ABS'en voorzien waren van een AAA-rating.
Oorspronkelijk bedroeg de omvang van het programma $ 200 miljard; dit werd later verhoogd tot $ 1000 miljard. In beginsel was het programma gericht op Amerikaanse beleggers; in de VS gevestigde dochters van niet-Amerikaanse beleggers konden onder voorwaarden ook deelnemen. De als onderpand voor de te verstrekken leningen te verschaffen leningen dienden verstrekt te zijn in 2007 of later.
Op 19 maart 2009 werd het programma uitgebreid met andere typen leningen die als onderpand werden geaccepteerd.
De New York Fed hanteerde, zoals algemeen gebruikelijk bij dit type financieringen, bij het verstrekken van leningen onder dit programma een korting ("haircut") ten aanzien van de (marktwaarde) van de als onderpand geaccepteerde leningen, van circa 5% tot 15%.
Eind april 2009 bleek de belangstelling van beleggers voor deelname nog niet overweldigend te zijn. In mei 2009 kondigde de Fed een verdere verruiming van de werkingssfeer van de TALF aan: de te verstrekken leningen konden vanaf juni een looptijd van 5 jaar hebben (in plaats van maximaal 3 jaar), en ook hypotheken op commercieel onroerend goed werden als onderpand geaccepteerd. Per 5 mei 2009 was in totaal voor $ 17 miljard aan leningen verstrekt. In augustus 2009 werd de looptijd van de faciliteit verlengd eind 2009 tot eind maart 2010, en voor leningen voor commercieel onroerend goed tot eind juni 2010. Per 17 november was voor $ 126 miljard aan leningen verstrekt, voor 63% in verband met commercieel onroerend goed.